# Dinastia sutrúquida

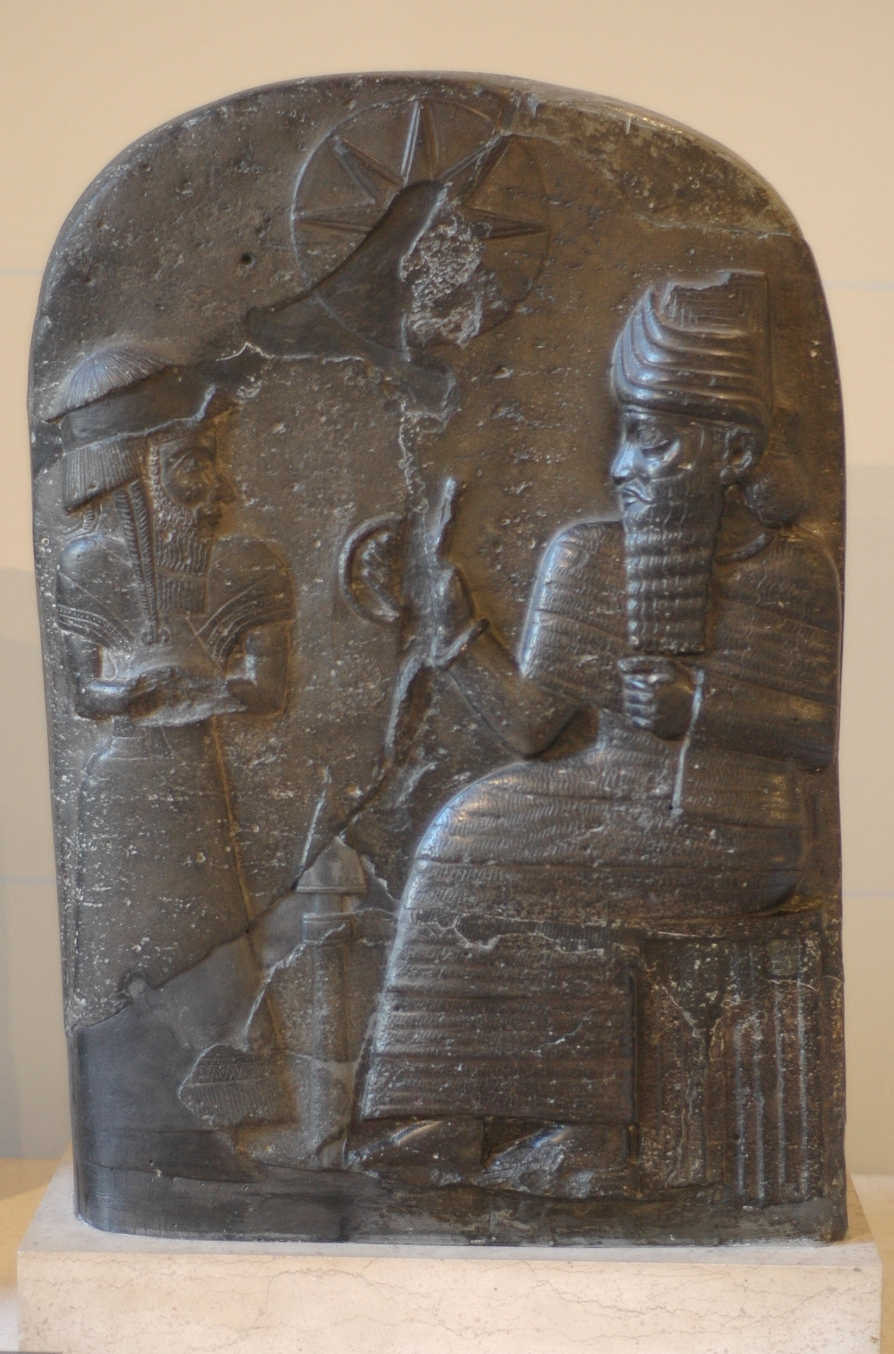
Uma estela roubada por um rei elamita desconhecido

Dinastia sutrúquida ou Sexta Dinastia de Elão foi uma dinastia que existiu entre 1 200 a.C. até 1 100 a.C..
O país era rico e baixo Sutruque-Nacunte e seus três filhos e sucessores Cutir-Nacunte III, Silaque-Insusinaque e expedições de Hutelutus-Insusinaque eram contra as casas de Mesopotâmia e foram construídos ou restaurados em Susa e outros templos lugares luxuosos.

## História
Sutruque-Nacunte, filho de Halutus-Insusinaque I, liderou as primeiras expedições à Mesopotâmia. Pelas inscrições, sabe-se que ele saqueou a Acádia, a Babilônia e a Esnuna, a última das quais foram as estátuas de Manistusu. Este rei trouxe para Susa o Código de Hamurabi e a Estela de Narã-Sim da Acádia. Em 1 158 a.C., o rei cassita Zababasumaidina foi morto, e colocou seu próprio filho Cutir-Nacunte III no trono da Babilônia. Com a morte de seu pai Sutruque-Nacunte, Cutir-Nacunte o sucedeu, encerrando a dinastia cassita ao depor Enlilnadinaque. Ele reinou por pouco tempo e foi sucedido por seu irmão Silaque-Insusinaque, que deixou inúmeras inscrições lembrando suas campanhas na Mesopotâmia e nos templos construídos ou restaurados (uma única estela lembra cerca de vinte templos).
Outro rei da dinastia, Hutelutus-Insusinaque, às vezes é chamado de "filho de Cutir-Nacunte III ou de Silaque-Insusinaque", mas ele provavelmente deve ser filho de Sutruque-Nacunte com sua própria filha Nacunteutu (o incessante parece ter sido muito frequente na família real). Ele deixou Susa, temporariamente ocupado por Nabucodonosor I, e refugiou-se em Ansã, onde construiu ou restaurou um templo, podendo retornar a Susa mais tarde, onde seu irmão Silinacanru-Lagamar parece ter tomado o poder. Então Elão entrou em declínio.

## Reis
- Halutus-Insusinaque I
- Sutruque-Nacunte
- Cutir-Nacunte III
- Silaque-Insusinaque
- Hutelutus-Insusinaque